# 内村正则
内村正则（1929年11月18日—）是一位日本的企业家和马主。

## 经历
1960年，内村正则在大阪府大阪市创立了橡胶制品制造公司东海包装工业株式会社（東海パッキング工業株式会社）。“东海”一名源于其与东海地区客户之间的业务合作。
1970年，内村正则获得了日本中央竞马会（JRA）的马主资格。

## 马主履历
内村正则是日本中央竞马会的马主。骑手服上的图案为白色底，带有单个蓝色山形纹和桃色袖子。马匹冠名采用了公司名称中的“トウカイ（东海）”。他拥有的许多马都被委托给松本翔一的马厩，后者于2008 年退休。
内村正则曾随公司管理层们一同参观生产牧场，当时有人建议他拥有一些马匹，这成为他登记为马主的契机。之后，他遇见了他拥有的第一匹马东海女王。当内村得知这匹马是东京优骏的冠军久友的后代时，他抱着“如果我不拥有它，这个血统可能会消失”的想法，决定把东海女王作为自己的种牝马，并扩大它的血统。在此之后，东海浪漫和东海自然出现了，这对复兴一度濒临灭绝的久友系血统起到了重要作用。

内村正则的赛马参赛时的骑手服

1970年，内村获得了马主资格。同年11月，东海女王在山科特别赛中获胜，这是内村作为马主的首场胜利。1984 年，东海浪漫赢得了优骏牝马，这是内村第一次在重赏及GI比赛中获胜。1988年，东海帝王出生于北海道新冠町长滨牧场并被内村购入。东海帝王在三年的比赛生涯中为内村带来了9场胜利，包括4场G1赛事与一场G2赛事。
2008年，在内村的朋友二风谷农场总裁稻原敬三去世，以及内村喜爱的练马师退休后，他发现很难继续像以前一样拥有马匹，由此他开始减少自己持有的马匹。2014 年，内村选择出售东海帝王所生的最后一匹母马东海沃格尔，而非将其用作种牝马。
尽管规模不如以前，但截至 2025 年，内村正则仍然以马主的身份活动。

## 主要马匹

### G1获胜赛马
- 东海浪漫（1984年优骏牝马、1987年京都大赏典）
- 东海帝王（1991年皋月赏、东京优骏、1992年日本杯、产经大阪杯、1993年有马纪念）
- 东海角（2002年一哩冠军赛、中山紀念、香港一哩锦标季軍）

### 分級賽获胜赛马
- トウカイタロー（1996年新潟紀念）
- トウカイオーザ（2001年阿根廷共和国杯）
- トウカイパルサー（2002年愛知盃）
- トウカイワイルド（2007年日经新春杯）
- 東海奇謀（2007年钻石锦标、春季天皇賞季軍、2010年阪神大賞典、2012年長途馬錦標）
- 東海奧秘（2011年北九州纪念）